# Frederick Stanley Arnot
Frederick Stanley Arnot (12 septembre 1858 – 14 mai 1914) est un missionnaire écossais qui établit plusieurs missions dans ce qui est de nos jours l'Angola, la Zambie et la république démocratique du Congo.

## Jeunesse
F. S. Arnot naît à Glasgow, en Écosse, le 12 septembre 1858. Sa famille vit dans la ville d'Hamilton, au sud de Glasgow, pendant plusieurs années. Là, il devient proche de la famille d'un de ses voisins, le missionnaire et explorateur David Livingstone. Il considère Livingstone comme un héros et il est déterminé à suivre ses traces. Il estime que des compétences pratiques sont nécessaires à sa future carrière de missionnaire, il quitte donc l'école à l'âge de quatorze ans pour devenir apprenti menuisier aux chantiers navals de Glasgow. Membre de l'Église d'Écosse, il intègre ensuite les Assemblées de Frères.

## Première expédition
En juillet 1881, âgé de vingt-deux ans, il embarque pour Le Cap. Il ne fait pas partie d'un groupe de missionnaires, quoique travaillant volontiers avec ceux qu'il rencontre. Il veut rejoindre une zone de l'Afrique intérieure au climat sain pour les Européens et convertir les Africains à la religion chrétienne, les convertis pouvant, à leur tour, agir comme missionnaires dans les régions moins saines pour les Européens.
Arnot rejoint Durban par bateau. En août 1881, il s'enfonce dans l'intérieur des terres, voyageant lentement depuis le Transvaal jusqu'à Shoshong, en actuel Botswana, où il arrive le 11 mars 1882 ; il est bien accueilli par le roi Kama, déjà converti au christianisme. Un missionnaire est déjà sur place, J.D. Hepburn, et Arnot dit de lui que c'est un « homme de foi, qui cherche à convertir non seulement les autochtones mais aussi tous ceux qui passent par Sohshong, noirs ou blancs. »

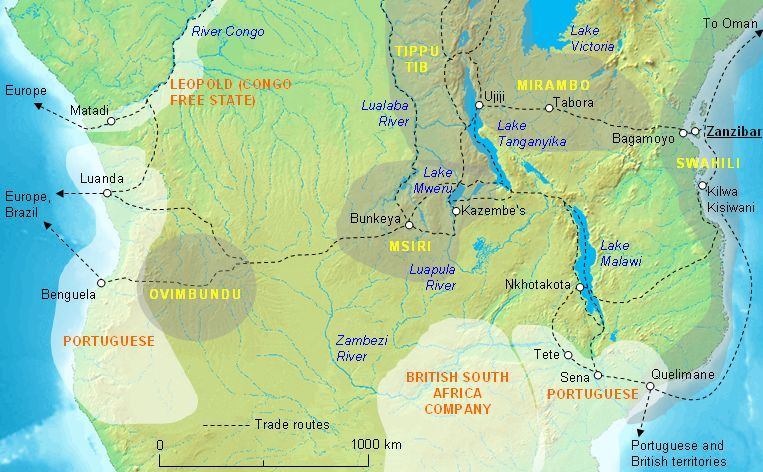
Carte du sud de l'Afrique centrale vers 1880, montrant les principales routes commerciales. Le royaume Yeke de M'Siri est au centre de la carte.

Après trois mois, Frederick Arnot continue vers le nord, à travers le désert du Kalahari, jusqu'au royaume du Barotseland, dont le territoire correspond à l'ouest de l'actuelle Zambie. En décembre 1882, il rejoint Lealui, la capitale. Il est sur place lorsque le roi des Lozi, Lewanika, reçoit une proposition d'alliance des Ndébélés afin de résister aux hommes blancs. Arnot, semble-t-il, plaide auprès de Lewanika, lui exposant les avantages d'un protectorat britannique pour le territoire, garant d'une meilleure sécurité et prospérité. Lewanika garde Arnot auprès de lui pendant les dix-huit mois qui suivent.
Ce dernier quitte le Bulozi (autre nom du Barotseland) en 1884 pour pouvoir se soigner et parce qu'une révolte gronde à l'encontre de Lewanika. Il est obligé de se diriger vers l'ouest, alors qu'il souhaitait partir vers l'est. Sa route l'amène sur la ligne de partage des eaux entre le Zambèze et le Congo et il découvre les sources du Zambèze. Il pense que Kalene Hill est un endroit approprié pour créer une mission ; à 1 500 mètres d'altitude, l'endroit est frais et relativement épargné par les moustiques porteurs de la malaria. Situé sur le territoire de ce qui sera la Rhodésie du Nord (actuelle Zambie), on voit, depuis le sommet, les terres de l'Angola et de l'État indépendant du Congo,.
Arnot atteint le plateau de Bié, en Angola, aidé par le marchand et officier militaire portugais António Francisco da Silva Porto. En dépit de sa maladie, il refuse d'être transporté dans un hamac par des porteurs africains, et il insiste pour monter un bœuf. Le voyage est difficile, à travers de rudes contrées exposées à de nombreuses maladies inconnues et à cause des nombreux risques d'accident. Il atteint finalement Benguela, sur la côte atlantique, en territoire portugais, à la fin de l'année 1884. Il lui aura fallu quatre ans pour traverser l'Afrique d'est en ouest.

## M'Siri
Arnot recouvre la santé en restant au Bailundu, royaume des Ovimbundu, en tant qu'invité des missionnaires de l'American Board of Commissioners for Foreign Missions. Des messagers arrivent, envoyés par M'Siri, dirigeant du royaume Yeke. Il invite les Blancs à visiter son royaume. Le 3 juin 1885, Frederick Arnot part avec une caravane de quarante porteurs et des provisions pour deux ans. Il atteint Bunkeya, capitale des Yeke, le 14 février 1886. À son arrivée, il est le seul Blanc, il n'a plus de provisions ni de marchandises à échanger. Il reçoit un accueil chaleureux, mais M'Siri décourage néanmoins le travail missionnaire de conversion religieuse, craignant que cela ne rende ses sujets déloyaux.
Le père de M'Siri est un marchand qui commerce le cuivre extrait au Katanga en le transportant vers la côte orientale de l'Afrique pour le vendre. À l'origine, M'Siri est envoyé dans la région comme agent de son père. Il devient le dirigeant d'un groupe de Yeke ou baYeke et crée un royaume qui s'étend de la Lwapula au sud jusqu'au lac Moero à l'est et à la Lwalaba à l'ouest, correspondant à l'actuel Katanga. À partir de sa capitale, Bunkeya, le royaume contrôle un immense réseau commercial, essentiellement dévolu au trafic d'esclaves, d'ivoire, de sel et de cuivre. À Bunkeya convergent des marchands venant du bassin du Congo, d'Angola, d'Ouganda et de Zanzibar. Les Arabes de la côte orientale fournissent à M'Siri armes à feu et munitions, ce qui lui permet de maintenir sa position.

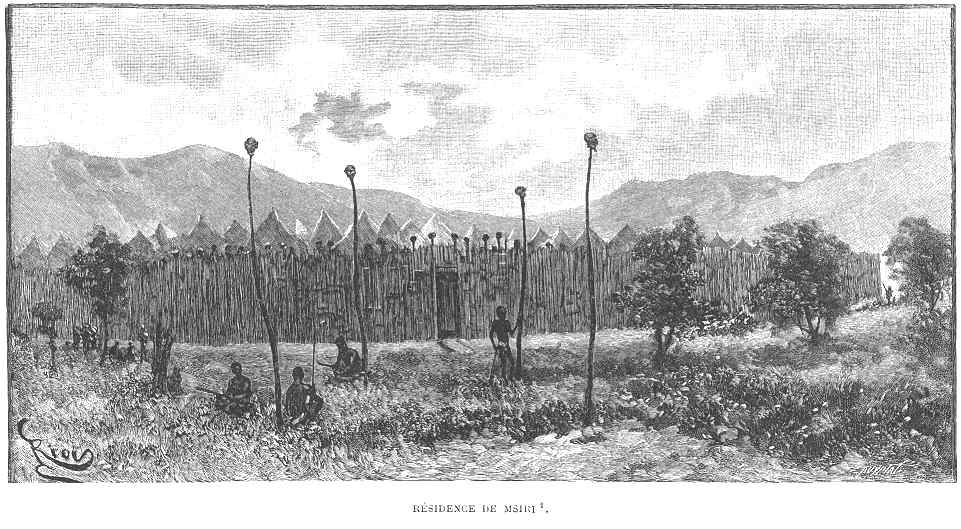
La résidence fortifiée (boma) de M'Siri à Bunkeya. On voit des crânes d'ennemis vaincus fichés sur des perches.

Un rapport, peu bienveillant, écrit en 1890, dit ceci : « Voici le royaume Garangange de M'sidi, où Mr F. S. Arnot, le « jeune Livingstone », essaie de fonder une mission. Le pays est pittoresque et salubre, s'étendant sur les hautes terres surmontant le lac Bangwelo. M'sidi est, bien qu'il soit un parfait sauvage, l'un des monarques les plus puissants de cette partie de l'Afrique. C'est un cruel despote, qui gouverne au moyen de 2 000 fusilliers, qu'il a armés et qu'il emploie pour des razzias. Son palais est entouré de crânes humains. […] Les célèbres mines du Katanga sont sous sa domination ».
La gouvernance de M'Siri est brutale, mais Arnot cherche à établir des relations de respect mutuel. Il écrit : « Msidi est un homme consciencieux. L'autre jour, il a dit à un de ses courtisans qu'il avait un véritable ami, et que c'était « Monare » [surnom d'Arnot], car, dans son cœur, il n'a pas trouvé un seul soupçon à mon égard, et je ressens la même chose envers Msidi. Je n'ai aucun doute quant à son amitié ; il évite soigneusement de me demander quoi que ce soit. » Frederick Arnot est autorisé à construire une mission, qui comprend une église, une école, un dispensaire et un orphelinat ; il commence à enseigner la lecture et l'écriture aux enfants. Il est le seul Européen présent au Garanganze (autre nom du royaume Yeke) entre janvier 1886 et décembre 1887. Il est ensuite rejoint par Charles Swan et William Henry Faulknor, deux autres missionnaires. Frederick Arnot laisse la mission entre leurs mains en février 1888, et il revient en Angleterre le 18 septembre 1888, après sept ans d'absence.

## Carrière ultérieure
Frederick Arnot est connu en Europe grâce à ses récits de voyage et aux comptes rendus de ses travaux. À Londres, il est invité à lire son mémoire sur les sources du Zambèze devant l'assemblée de la Royal Geographical Society, dont il devient membre. Il continue à établir des missions, tant féminines que masculines, créant une chaîne de postes missionnaires depuis la côte atlantique d'Angola jusqu'au Garenganze. Il parvient à maintenir ses implantations en négociant de délicats arrangements avec les autorités coloniales belges et portugaises ainsi qu'avec les marchands et dirigeants africains. Les missions d'Arnot connaissent un fort taux de mortalité ; il écrit que la route vers l'intérieur de l'Afrique est jalonnée de tombes. Il semble probable que ces tombes lui confèrent une forme de revendication morale sur les territoires concernés.
Au début de l'année 1889, il retourne en Afrique, accompagné de treize recrues, dont sa propre femme, Harriet Jane Fisher, qu'il a épousée en mars de cette même année. Malgré l'invitation de M'Siri, sa mauvaise santé ne lui permet pas de risquer l'épuisant voyage jusqu'à Bunkeya. Se femme et lui restent dans la région qui correspond à l'est de l'actuel Angola,. En 1892, Arnot revient en Angleterre, vivant les deux ans qui suivent à Liverpool, d'où il supervise l'envoi des fournitures à ses missions d'Afrique. Il retourne au Katanga en 1894, voyageant cette fois depuis la côte orientale du continent. Sa route l'emmène le long du cours inférieur du Zambèze, au nord vers le lac Malawi (lac Nyasa à l'époque) et au lac Moero. Ses problèmes de santé récurrents l'obligent à retourner au Katanga après quelques semaines seulement. Néanmoins, les années suivantes, il mène encore plusieurs expéditions dans ce qui est de nos jours l'Angola, la Zambie et la république démocratique du Congo. Beaucoup de ses missions sont encore actives au XXIe siècle. 
Frederick Arnot tombe sérieusement malade en 1914, alors qu'il voyage dans le nord-ouest de la Zambie, et il est rapatrié à Johannesburg. Il meurt le 14 mai 1914.

## Œuvres
- (en) Frederick Stanley Arnot, From Natal to the upper Zambesi with continuation entitled First year among the Barotsi, James E. Hawkins, 1884.
- (en) Frederick Stanley Arnot, Garenganze: or, Seven years' pioneer mission work in central Africa, J.E. Hawkins, 1889 (lire en ligne).
- (en) Frederick Stanley Arnot, Bihé and Garenganze: or four years' further work and travel in Central Africa, J.E. Hawkins, 1893 (lire en ligne).
- (en) Frederick Stanley Arnot, Garenganze, West and East: a review of twenty-one years' pioneer work in the heart of Africa, A. Holness, 1902 (lire en ligne).
- (en) David Livingstone et Frederick Stanley Arnot, Missionary travels and researches in South Africa, J. Murray, 1912.
- (en) Frederick Stanley Arnot, Missionary travels in central Africa, Office of Echoes of Service, 1914 (lire en ligne).